# Ланди, Джузеппе
Джузеппе Ланди (итал. Giuseppe Landi; 24 мая 1895, Кастель-Сан-Никколо — 6 июня 1964, Рим), — итальянский профсоюзный деятель, фашистский и неофашистский политик. Руководитель ряда корпоративных профсоюзов при режиме Бенито Муссолини. В послевоенной Италии — основатель и первый лидер неофашистского профсоюза CISNAL.
Родился в семье врача. Окончил военную академию в Модене. Участник Первой мировой войны, капитан итальянской армии. Имел боевые награды. С 1921 года член Национальной фашистской партии. Руководил фашистским синдикатом промышленных рабочих Генуи.
После прихода Муссолини к власти в 1922 году Ланди состоял в руководящих органах корпоративной системы. Он руководил фашистскими профсоюзами госсектора, координировал профсоюзы провинций, возглавлял фашистские промышленные синдикаты. Ланди был членом Национального совета корпораций, председателем фашистской конфедерации работников кредитования и страхования. Основал Центр корпоративной культуры и пропаганды. Представлял фашистскую Италию в международных трудовых организациях.
Ланди активно участвовал в реформировании трудового законодательства, приводя его в соответствие с принципами корпоративизма. При этом он много сделал в плане социальной ориентации новых трудовых норм. Особое внимание он уделял корпоративно-профсоюзной организации работников учреждений и банковской системы. Ланди добился снятия ранее существовавшего запрета на профсоюзные организации служащих государственных банков.
Получил звание профессора трудового права, преподавал в Университете Генуи. Написал ряд работ по корпоративному устройству, социальной защите, регулировании кредитной системы в фашистском государстве. Джузеппе Ланди возводил фашистский корпоративизм к социально-философскому наследию Джузеппе Мадзини.
В начале 1940-х годов Ланди возглавлял Конфедерацию фашистских синдикатов промышленных рабочих. В первые годы Второй мировой войны Ланди добивался замораживания цен в интересах низкооплачиваемых работников, занимался вопросами продовольственного снабжения. Однако предотвратить социально-экономический коллапс не удалось. Фашистские профсоюзы утратили доверие. В мае 1943 года, после массовых забастовок, Ланди ушёл в отставку с профсоюзных постов.
После войны Джузеппе Ланди вступил в неофашистское Итальянское социальное движение. В партийном руководстве курировал профсоюзную тематику. В 1950 году стал первым генеральным секретарём неофашистского профсоюза CISNAL; ныне — Всеобщий союз труда. Оставался на этом посту до своей кончины в 1964 году. Проводил в профсоюзе традиционную для итальянского фашизма корпоративно-синдикалистскую линию. В качестве профсоюзного руководителя Ланди с 1958 года состоял в Национальном совете экономики и труда — консультативном органе при правительстве Италии. Инициировал ряд социально-трудовых законопроектов.
Деятельность Ланди при фашистском режиме не считается преступной. Занимаясь социально-трудовыми вопросами, он не имел отношения к террористическим структурам и репрессиям. Видная роль Джузеппе Ланди в истории итальянского профсоюзного движения признаётся даже его политическими противниками.